# Omoedus cordatus
Omoedus cordatus là một loài nhện trong họ Salticidae.
Loài này thuộc chi Omoedus. Omoedus cordatus được Berry, Joseph A miêu tả năm 1996. Beatty & Jerzy Prószyński.